# Ланн, Ванесса
Ванесса Ланн (англ. Vanessa Lann, 6 апреля 1968, Нью-Йорк) — американский и нидерландский композитор.

## Биография
Заниматься музыкой и сочинять начала в 5 лет. Училась в Тэнглвудском институте Бостонского университета у Рут Шонтал, затем в Вестчестерской консерватории Гарвардского университета у Эрла Кима, Питера Либерсона и Леона Кирчнера, завершила учёбу в 1990. Была музыкальным директором Американского репертуарного театра в Кембридже.
В 1993 по стипендии Гарвардского университета приехала в Нидерланды, где окончила магистратуру в Гаагской консерватории у Тео Лувенди и Луи Андриссена (композиция), Жилиуса ван Бергейка (электронная музыка). Живёт в Нидерландах. Преподаёт в Вебстерском университете в Лейдене.
Сочинения Ланн издает голландская фирма Donemus ()

## Избранные сочинения
- 1983: Moods of the Seasons для фортепиано соло
- 1985: Forest Patterns для флейты, кларнета и фагота
- 1990: Prayer, Torture and Ecstasy для виолончели соло
- 1990: Lullabye For A Young Girl Dreaming для струнного квартета (2011 — для большого оркестра)
- 1991: Madness and the Moonwoman для ансамбля (1992 — для оркестра; премия оркестра Нидерландского балета, 1993)
- 1993: In the Circumference of My Solitude для альта и контрабаса
- 1994: Inner Piece для фортепиано соло (премия Амстердамского фонда искусств, 1995)
- 1995: Dan Neem Ik Een Bloemkool для бас-кларнета, виолончели и фортепиано
- 1996: The Owl and the Pussycat для меццо-сопрано и фортепиано на стихи Эдварда Лира
- 1997: The Way of the Ram для большого ансамбля
- 1998: My Dove, My Beautiful One для меццо-сопрано и фортепиано на стихи Джойса
- 1999: Воскрешая Персефону/ Resurrecting Persephone для флейты и камерного оркестра
- 2000: The Mind Traveller, балет
- 2002: Gardener of the Stream для симфонического оркестра
- 2003: Sleep, Sleep Gypsy для флейты, бас-кларнета и фортепиано
- 2005: Memory Demands So Much для сопрано и фортепиано на стихи Дениз Девертов
- 2005: lluminating Aleph для тенора, камерного хора и ансамбля инструментов на стихи Бялика
- 2008: Divining Apollo, концерт для виолончели и ансамбля
- 2009: Knowing Rose для женского голоса, скрипки и фортепиано на стихи Йейтса
- 2010: O Whispering Suns для большого и среднего смешанного хора, скрипки и цимбал на стихи Уитмена (партия скрипки была написана для Патриции Копачинской, которая её и исполнила)
- 2011: I Met my Love in Rotterdam для фортепианного квинтета
- 2012: De Stilte van Saar, опера
- 2014: Arlecchino Unmasked для двух флейт, альта, аккордеона и перкуссии
- 2014: moonshadow sunshadow, скрипичный дуэт

## Признание
Премия на конкурсе Boswil International Composition (Швейцария, 1997). Премия на конкурсе Collegium Novum в Иллинойсе (1998). О композиторе снят документальный фильм Нидерландского телевидения (1997).